# Distretto di Soroti
Il distretto di Soroti è un distretto dell'Uganda, situato nella Regione orientale.